# 奥井ゆうこ
奥井 ゆうこ（おくい ゆうこ、1月5日 - ）は、日本の女性声優。三重県名張市出身。ダックスプロダクション所属。

## 略歴
幼い頃から明るくお茶目な子であったという。高校時代に授業でミイラの写真を見て、一目ぼれしていた。その時に古代エジプト文明を楽しく教えてくれた世界史の教師に刺激を受けて、大学時代は歴史学を専攻。
大学1年生の時、アニメの専門学校に通っていた友人に誘われて、学園祭の学生の芝居を観ていたところ感銘を受ける。大学2年生になり、大学に通う傍ら、大阪府の声優・タレント専門学校に週1回通い、声優を目指すために養成所に入所。学業では地歴科教員免許を取得するも、大学卒業と同時に、目標をかなえるために三重から上京。
「奥井優子」として声優検定2級に合格して、アズリードカンパニーに所属し、2013年、劇場版アニメ『劇場版 薄桜鬼 第一章 京都乱舞』で声優デビューする。その時の現場では緊張していたが、「充実感でいっぱいだった」と振り返っており、『薄桜鬼 〜新選組奇譚〜』のファンだったこともあり、出演出来たことが凄く幸せで、沢山のご縁ももらえたという。その後、「奥井ゆうこ」名義で活動する。
2014年、『未確認で進行形』の女子生徒役で初めてテレビアニメに出演。家族や友人から「声が分かったよ」と連絡があり、嬉しかったと語る。2016年には『未確認で進行形』と同じ作者の荒井チェリーの作品『三者三葉』にも出演していた。奥井は『未確認で進行形』と『三者三葉』といった荒井の作品が好きだったこともあり、『未確認で進行形』に続いて『三者三葉』に出演出来たことについては幸せで嬉しかったという。
2025年2月28日をもってアズリードカンパニーを退所し、4月1日よりダックスプロダクションに所属となった。

## 人物
方言は関西弁。特技はミイラを語る。
資格は普通自動車免許、漢字検定2級、秘書検定2級、博物館学芸員資格、高等学校教諭地理科1種免許。

## 出演

### テレビアニメ
2014年
- 未確認で進行形（女子生徒）

2015年
- 雨色ココア（レイン）
- 城下町のダンデライオン（女子生徒、母親）
- 雨色ココア Rainy colorへようこそ!（レイン）

2016年
- 三者三葉（女子1、女子生徒）
- ツキウタ。 THE ANIMATION（女の子）
- 雨色ココア in Hawaii（レイン）

2017年
- セイレン（客、女子生徒）

2018年
- となりの吸血鬼さん（みかん）

2019年
- 放課後さいころ倶楽部
- ACTORS -Songs Connection-（遊女）

2023年
- 自動販売機に生まれ変わった俺は迷宮を彷徨う（2023年 - 2025年、ムナミ） - 2シリーズ
- 夢見る男子は現実主義者（女子生徒B、三田綾乃）

2024年
- 異世界ゆるり紀行 〜子育てしながら冒険者します〜（ミチェル）

2025年
- クラスの大嫌いな女子と結婚することになった。（TV司会者、女子生徒）

### 劇場アニメ
- 劇場版 薄桜鬼 第一章 京都乱舞（2013年）
- ハッピーカムカム（2015年、メイドロボット）
- 劇場版 きんいろモザイク Thank you!!（2021年、日暮比奈[23]）

### ゲーム
- シューティングガール（2016年、捷克コニー[24]）
- デス エンド リクエスト2（2020年、マリー・ピー[25]）

### テレビ番組
- マツコの知らない世界（美しすぎる！ミイラの世界）2021年6月22日（火）

### シリーズ一覧
1. ↑  1st season（2023年）、2nd season（2025年）